# Chris Hoke
Chris Hoke (født 6. april 1976) er en tidligere professionel amerikansk fodbold-spiller fra USA, der spillede hele sin 11 år lange karriere hos Pittsburgh Steelers i NFL. Han spillede positionen defensive tackle.